# Хосе Луїс Камінеро
Хосе Луїс Камінеро (ісп. José Luis Caminero, нар. 8 листопада 1967, Мадрид) — колишній іспанський футболіст, півзахисник.
Насамперед відомий виступами за клуб «Реал Вальядолід», а також національну збірну Іспанії.

## Клубна кар'єра
Вихованець футбольної школи клубу «Реал Мадрид».
У дорослому футболі дебютував 1986 року виступами за дублюючу команду «вершкових», в якій провів три сезони, взявши участь лише у 39 матчах чемпіонату.
Протягом 1989—1993 років захищав кольори клубу «Реал Вальядолід».
Своєю грою за останню команду привернув увагу представників тренерського штабу клубу «Атлетіко», до складу якого приєднався 1993 року. Відіграв за мадридський клуб наступні п'ять сезонів своєї ігрової кар'єри. Більшість часу, проведеного у складі «Атлетіко», був основним гравцем команди.
Завершив професійну ігрову кар'єру в клубі «Реал Вальядолід», у складі якого вже виступав раніше. Камінеро вдруге прийшов до команди 1998 року і захищав її кольори до припинення виступів на професійному рівні у 2004 році.

## Виступи за збірну
1993 року дебютував в офіційних матчах у складі національної збірної Іспанії. Протягом кар'єри у національній команді, яка тривала 4 роки, провів у формі головної команди країни 21 матч, забивши 8 голів.
У складі збірної був учасником чемпіонату світу 1994 року у США та чемпіонату Європи 1996 року в Англії.

## Титули і досягнення
- Чемпіон Іспанії (1):

«Атлетіко»: 1995–96
- Володар Кубка Іспанії з футболу (1):

«Атлетіко»: 1995—96